# المحكمة العليا الأفغانية
المحكمة العليا في أفغانستان أو ستره محكمة هي محكمة الملاذ الأخير في أفغانستان تم إنشاؤها من قبل دستور أفغانستان، الذي وافق يوم 4 يناير 2004 وكان يسمى عتد إنشاءه عليه اتفاق بون.